# نظام كومستوك-نيدهام

عروق جناح الحشرة، حيثُ تظهر الأسماء وفقًا لنظام كومستوك-نيدهام

نظام كومستوك-نيدهام (بالإنجليزية: Comstock–Needham system)‏ هو نظامُ تسميةٍ لعروق جناح الحشرة، وقد صممه جون هنري كومستوك وجيمس جورج نيدهام في عام 1898.